# Municipio de Silver Creek (condado de Ida)
El municipio de Silver Creek (en inglés: Silver Creek Township) es un municipio ubicado en el condado de Ida en el estado estadounidense de Iowa. En el año 2010 tenía una población de 128 habitantes y una densidad poblacional de 1,34 personas por km².

## Geografía
El municipio de Silver Creek se encuentra ubicado en las coordenadas 42°25′55″N 95°22′44″O / 42.43194, -95.37889. Según la Oficina del Censo de los Estados Unidos, el municipio tiene una superficie total de 95.18 km², de la cual 95,16 km² corresponden a tierra firme y (0,02 %) 0,02 km² es agua.

## Demografía
Según el censo de 2010, había 128 personas residiendo en el municipio de Silver Creek. La densidad de población era de 1,34 hab./km². De los 128 habitantes, el municipio de Silver Creek estaba compuesto por el 100 % blancos. Del total de la población el 0 % eran hispanos o latinos de cualquier raza.